# Pierre-Marc de Fabry
Pour les articles homonymes, voir Fabry.
Pierre Marc Antoine Bruno de Fabry est un homme politique français né le 19 octobre 1777 à Brignoles (Var) et décédé le 5 juin 1824 à Marseille (Bouches-du-Rhône).
Baron d'Empire en 1811, conseiller à la cour royale d'Aix-en-Provence, puis président en 1816, il est député du Var de 1815 à 1816 et de 1821 à 1824, siégeant dans la minorité de la Chambre introuvable, puis avec les royalistes constitutionnels.

## Sources
- « Pierre-Marc de Fabry », dans Adolphe Robert et Gaston Cougny, Dictionnaire des parlementaires français, Edgar Bourloton, 1889-1891 [détail de l’édition]